# Hete septemberdager
Hete septemberdager är en norsk svartvit komedifilm från 1959 i regi av Nils R. Müller. I rollerna ses bland andra Ingerid Vardund, Georg Løkkeberg och Anita Rummelhoff.

## Handling
Alexis är 25 år gammal och ogift. Han har emellertid ett förhållande med en ung student, Susann. Turi är Alexis exflickvän och nyss hemkommen från USA efter ett strandat äktenskap. Mötet mellan Alexis och Turi ger deras gamla kärlek nytt liv. Alexis tvingas välja vem av kvinnorna han ska ta.

## Rollista
- Ingerid Vardund – Turi
- Georg Løkkeberg – Alexis
- Anita Rummelhoff – Susann
- Sverre Holm – Per, Susanns vän
- Georg Richter – Lindby
- Lalla Carlsen – Lindbys syster
- Joachim Holst-Jensen – hennes man
- Mette Lange-Nielsen
- Egil Lorck
- Erna Schøyen
- Per Harald Hartvig

## Om filmen
Hete septemberdager producerades av IFAS-Film AS med Jack Hald som inspelningsledare. Den regisserades av Nils R. Müller efter ett manus av Odd Sættem. Fotograf var Per Gunnar Jonson med stillbilder av Bredo Lind. Filmen klipptes samman av Olav Engebretsen. Musiken komponerades av Bjørn Woll. Filmen hade premiär den 21 januari 1959 i Norge.